# Cantone di Valbonnais
Il Cantone di Valbonnais era una divisione amministrativa dell'arrondissement di Grenoble.
A seguito della riforma approvata con decreto del 18 febbraio 2014, che ha avuto attuazione dopo le elezioni dipartimentali del 2015, è stato soppresso.

## Composizione
Comprendeva i comuni di:
- Chantelouve
- Entraigues
- Lavaldens
- La Morte
- Oris-en-Rattier
- Le Périer
- Siévoz
- Valbonnais
- La Valette
- Valjouffrey